# Megalopoli

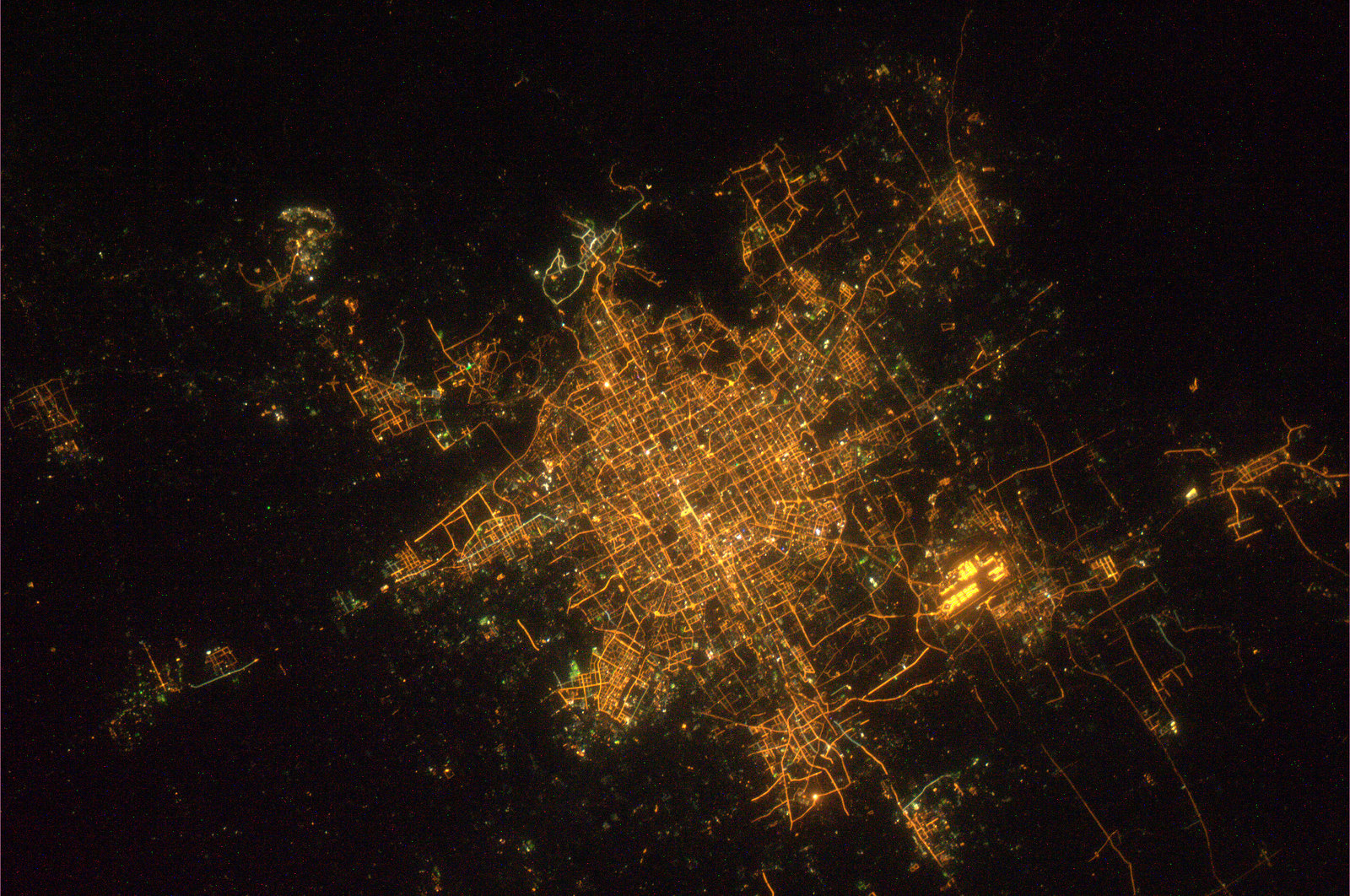
La megalopoli di Pechino di notte dallo spazio

La megalopoli è un'area molto vasta a dimensione regionale urbanizzata, dove diverse aree metropolitane si uniscono e si amalgamano in un continuo ambiente costruito di grande dimensione. Il nuovo insieme assume i caratteri di una diversa e più ampia struttura urbana legata ed interconnessa.
Il termine megalopoli deriva da un'antica cittadina greca in Arcadia (Peloponneso) e fu ripreso da Jean Gottmann, uno studioso di geografia, nel 1957.

## Descrizione
Nelle megalopoli i geografi riconoscono qualità urbane molto più evolute, derivanti dalla grandissima concentrazione di funzioni e azioni sempre più specializzate. Nella definizione originaria di Jean Gottmann, essa ha una struttura polinucleare a nebulosa, con una popolazione complessiva di almeno 20 milioni di abitanti e non presuppone un continuum edificato, ma comprende al proprio interno anche aree agricole e foreste.
Il primo caso di megalopoli fu studiato infatti da Jean Gottmann lungo la fascia costiera urbanizzata nord-orientale degli Stati Uniti d'America che si estende da Boston a Washington. Questa è l'area di più antica urbanizzazione degli Stati Uniti, che corrisponde all'incirca al territorio delle originarie colonie fondatrici dello stato americano. In essa si concentrano, nei suoi centri urbani principali come New York, Washington, Baltimora, Filadelfia, Boston, funzioni altamente evolute e specializzate proprie della società postindustriale. Si crea in questo modo una nuova forma di agglomerato urbano continuo, in cui la successione di queste aree metropolitane viene divisa solo da piccole zone boschive, che si frappongono simbolicamente alla continuità dell'urbano. Sempre secondo le teorie di Gottmann questa particolare area dell'America del nord andava a formare un grande agglomerato urbano con 40 milioni di abitanti e con una estensione di 700 km.
Altre megalopoli furono di seguito identificate e analizzate da altri studiosi negli anni sessanta e settanta: Kostantinos Doxiadis studiò la megalopoli dei Grandi Laghi, Peter Hall la megalopoli inglese, Isomura e altri la megalopoli giapponese del Tōkaidō, altri studiosi italiani la megalopoli mediterranea (C. Muscarà, 1978).
Più di recente una megalopoli fu riconosciuta nel conglomerato urbano popolato da diverse decine di milioni di abitanti che si espande su un vastissimo territorio, da Londra in Inghilterra alla pianura padana centro-occidentale, passando per il Benelux, il conglomerato svizzero Ginevra-Berna-Zurigo, ed il bacino tedesco della Ruhr. Questa entità geografica è stata chiamata "dorsale europea", a causa della posizione centrale nel continente, o, da Roger Brunet all'inizio degli anni novanta, "Banana blu" per via della forma con cui appare nelle immagini satellitari. Molti studiosi allargano concettualmente le propaggini dell'area metropolitana interessata fino alle Midlands Occidentali inglesi, alla Francia settentrionale e Francoforte. La super-regione europea costituisce il motore politico ed economico dell'Unione europea e domina le zone periferiche, meno dinamiche in termini demografici.
Alcuni geografi hanno descritto il principale "triangolo industriale" italiano, composto dalle tre città metropolitane Milano-Torino-Genova con le province inglobate o confinanti (area metropolitana di Milano, di Torino, di Genova), come la "megalopoli padana", il che lo renderebbe l'unica megalopoli italiana, la terza megalopoli europea occidentale (10 milioni di abitanti circa) dopo la Grande Londra (14 milioni) e la Grande Parigi (12 milioni), e la più estesa come superficie.
Sebbene oggi le megalopoli nel mondo continuino a moltiplicarsi (ad esempio in Cina vi sono quelle incentrate rispettivamente su Pechino, Shanghai e Hong Kong), l'uso del concetto di megalopoli tende a privilegiare gli aspetti quantitativi, morfologici e funzionali della megalopoli, mentre nello studio originale sulla megalopoli del nord-est degli Stati Uniti, Gottmann sottolineava fortemente l'importanza dell'aspetto psicologico e culturale dei suoi abitanti: egli infatti contrapponeva il dinamismo degli abitanti della costa nord-orientale all'attaccamento al passato degli abitanti della costa sud-orientale degli USA, in particolare in Virginia e nelle Caroline, evidenziando il permanere sul piano culturale della linea di separazione che storicamente contrappose gli stati confederati agli stati unionisti nella guerra di secessione americana. Per Gottmann, al cuore della megalopoli vi era il "prometeismo" dei suoi abitanti, in sostanza una diversa attitudine nei confronti del cambiamento delle rispettive popolazioni.

## Megalopoli o aree metropolitane con più di 10 milioni di abitanti
| Città             | Abitanti   | Area metropolitana                 | Abitanti   | Anno di riferimento |
| ----------------- | ---------- | ---------------------------------- | ---------- | ------------------- |
| Bangkok           | 7 025 000  | Bangkok                            | 15 000 000 | 2020                |
| Pechino           | 21 540 000 | ===                                | 21 540 000 | 2020                |
| Buenos Aires      | 2 900 000  | Buenos Aires                       | 13 500 000 | 2010                |
| Il Cairo          | 10 000 000 | Il Cairo                           | 15 200 000 | 2014                |
| Calcutta          | 4 490 000  | Calcutta                           | 14 100 000 | 2011                |
| Delhi             | 16 300 000 | Delhi                              | 20 000 000 | 2014                |
| Istanbul          | 15 000 000 | ===                                | 15 000 000 | 2014                |
| Chongqing         | 31 020 000 | ===                                | 31 020 000 | 2018                |
| Wuhan             | 11 000 000 | ===                                | 11 000 000 | 2020                |
| Karachi           | 24 000 000 | ===                                | 24 000 000 | 2013                |
| Lagos             | 16 300 000 | ===                                | 16 300 000 | 2015                |
| Londra            | 8 600 000  | London metropolitan area           | 14 000 000 | 2015                |
| Chengdu           | 16 330 000 | ===                                | 16 330 000 | 2018                |
| Città del Messico | 8 850 000  | Città del Messico                  | 24 000 000 | 2013                |
| Mosca             | 12 300 000 | Mosca                              | 18 000 000 | 2016                |
| Mumbai (Bombay)   | 12 500 000 | Mumbai (Bombay)                    | 21 000 000 | 2011                |
| New York          | 8 500 000  | New York metropolitan area         | 24 500 000 | 2015                |
| Osaka             | 2 700 000  | Keihanshin                         | 18 000 000 | 2014                |
| Parigi            | 2 240 000  | Grand Paris                        | 12 100 000 | 2014                |
| Rio de Janeiro    | 6 320 000  | Regione metropolitana di Rio       | 11 000 000 | 2010                |
| San Paolo         | 11 320 000 | Regione metropolitana di San Paolo | 20 000 000 | 2010                |
| Seul              | 10 400 000 | Seul                               | 22 700 000 | 2000                |
| Shanghai          | 29 863 300 | ===                                | 29 863 300 | 2017                |
| Teheran           | 8 300 000  | Teheran                            | 13 500 000 | 2008                |
| Tokyo             | 15 190 000 | Grande Area di Tokyo               | 37 835 000 | 2014                |
| Los Angeles       | 4 041 000  | Grande Los Angeles                 | 18 500 000 | 2020                |

L'Organizzazione delle Nazioni Unite attua un particolare programma di monitoraggio sullo sviluppo delle megalopoli.